# Sennevoy-le-Haut
Sennevoy-le-Haut è un comune francese di 102 abitanti situato nel dipartimento della Yonne nella regione della Borgogna-Franca Contea.

## Società

### Evoluzione demografica
Abitanti censiti